# Йонас Де Рук
Йонас Де Рук (нід. Jonas De Roeck, нар. 20 грудня 1979, Барселона) — бельгійський футболіст, що грав на позиції захисника. По завершенні ігрової кар'єри — тренер. З 2024 року очолює тренерський штаб «Антверпена».

## Клубна кар'єра
Народився 20 грудня 1979 року в місті Барселона, Іспанія, де його батько на той час працював інженером-хіміком. У дитинстві також жив у США та Англії. Повернувшись до Бельгії, у 1992 році вступив до академії «Антверпена».
3 травня 1998 року дебютував у першій команді клубу в передостанньому турі чемпіонату, коли «Антверпен» уже був упевнений у вильоті до Другого дивізіону. Тодішній тренер Ратко Свилар випустив його в стартовому складі проти «Локерена». Де Рук поступово став основним гравцем, а у віці двадцяти років навіть став капітаном. У сезоні 2000/01 він з клубом піднявся назад до бельгійської вищої ліги.
Протягом 2001—2005 років захищав кольори клубу «Льєрс», зігравши понад 100 ігор у чемпіонаті. Своєю грою за цю команду привернув увагу представників тренерського штабу клубу «Жерміналь-Беєрсхот», до складу якого приєднався 2005 року. Відіграв за команду з Антверпена наступні два сезони своєї ігрової кар'єри.
2007 року уклав контракт з клубом «Гент», у складі якого провів наступні два роки своєї кар'єри гравця. Більшість часу, проведеного у складі «Гента», був основним гравцем команди.
Влітку 2009 року підписав контракт на два роки з клубом другого німецького дивізіону «Аугсбург». У сезоні 2010/11 Де Рук допоміг клубу вийти в Бундеслігу, посівши друге місце. Втім у вищому німецькому дивізіоні бельгієць зіграв лише 9 ігор і по завершенні сезону 2011/12 покинув команду, оскільки клуб не продовжив контракт, що закінчувався.
У сезоні 2012/13 грав у складі «Ауд-Геверле», а влітку 2013 року повернувся до рідного «Антверпена», за який відіграв ще 2 сезони. Граючи у складі «Антверпена», також здебільшого виходив на поле в основному складі команди. Завершив професійну кар'єру футболіста виступами за команду «Антверпен» у 2015 році.

## Виступи за збірну
У 2000—2002 роках залучався до складу молодіжної збірної Бельгії, з якою був учасником молодіжного чемпіонату Європи 2002 року у Швейцарії, на якому бельгійці не подолали груповий етап. Всього на молодіжному рівні зіграв у 12 офіційних матчах і забив 1 гол.

## Кар'єра тренера
Розпочав тренерську кар'єру відразу ж по завершенні кар'єри гравця, 2015 року, очоливши тренерський штаб клубу «Ліра» з четвертого дивізіону, де пропрацював з 2015 по 2016 рік. Згодом протягом 2016—2018 років очолював тренерський штаб клубів «Берхем» та «Сент-Трюйден».
Влітку 2018 року став головним тренером молодіжної команди «Андерлехта», підписавши контракт на 2 роки. Після звільнення Гейна Вангазебрука в грудні 2018 року Де Рук отримав посаду асистента тренера у першій команді, яку поєднував з роботою тренера «молодіжки» до кінця сезону, поки «Андерлехт» не призначив нового тренера команди U21 Крейга Белламі. Надалі працював помічником головного тренера в першій команді під керівництвом Фреда Рюттена, Каріма Бельосіна та Саймона Девіса. 4 жовтня 2019 року, після відходу Девіса, Йонас був тимчасовим головним тренером у матчі чемпіонату проти «Шарлеруа», який «Андерлехт» виграв з рахунком 2:1. Надалі повернувся на посаду помічника у штабі нового головного тренера Венсана Компані. У травні 2021 року гравець і клуб за взаємною згодою вирішили розірвати співпрацю після закінчення сезону.
27 травня 2021 року Де Рук був офіційно оголошений новим головним тренером бельгійського клубу другого дивізіону «Вестерло». У свій перший сезон на чолі «Вестерло» він посів з командою перше місце й вийшов до бельгійського Першого дивізіону А, після чого продовжив контракт з командою до кінця 2024/25. За підсумками сезону 2022/23 команда виступила вдало, посівши 8 місце, але наступного сезону після 16 турів Про-ліги «Вестерло» в турнірній таблиці перебував на передостанньому місці, маючи у своєму активі всього 11 очок, тому на початку грудня 2023 року де Рука звільнили.